# 쌤
쌤(Sam)은 대한민국의 가수다. 2014년 Sam 1st Single '가로수 길'로 데뷔했다.

## 방송
- 보이스 코리아 (시즌 1) (2012) - Top24

## 음반
- 보이스 코리아 Part 2 (2012)
- Sam 1st Single '가로수 길' (2014)
- Tonight (2014)
- Sam 3rd Single 'Wake Up' (2015)
- Sam 4th Single '혼자만의 시간' (2015)
- Sam 5th Single 'Callin' Me' (2015)